# Мессианские псалмы

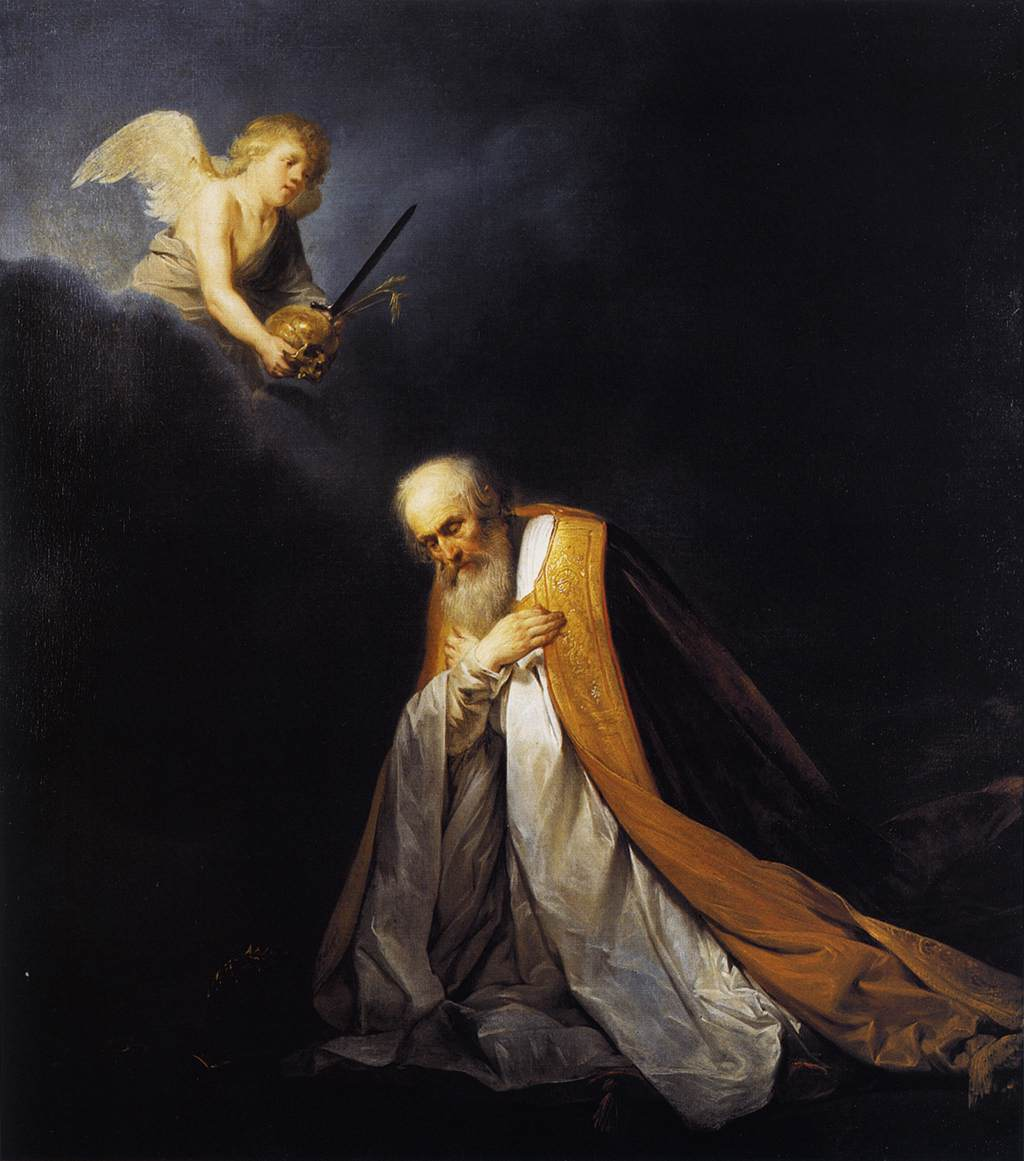
Царь Давид в молитве. Картина Питера де Греббера

Мессианские псалмы — некоторые псалмы из входящей в Ветхий Завет книги Псалтирь. В христианстве они воспринимаются как прообразные или пророческие в отношении Иисуса Христа и некоторых евангельских событий, произошедших через сотни и даже тысячу лет позднее времени написания.
После Своего воскресения Христос сказал ученикам: «вот то, о чём Я вам говорил, ещё быв с вами, что надлежит исполниться всему, написанному о Мне в законе Моисеевом и в пророках и псалмах» (Лк. 24:44). Здесь Христос ясно говорит о том, что псалмы — наиболее христологичная и насыщенная мессианскими пророчествами книга третьей части Ветхого Завета (Ктувим). В Новом Завете насчитывается 400 ссылок и цитат на Псалтирь. Христос в Новом Завете цитировал псалмы не менее шести раз, ранняя Церковь тоже использовала их.
Во времена Ветхого Завета смысл некоторых псалмов был далеко не всегда ясен. Псалмопевец мог описывать личные переживания и события своей жизни, но при этом использовать выражения и образы, не укладывающиеся в личный опыт. Значение этих псалмов становилось понятным лишь после прихода Иисуса Христа.

## Какие псалмы считать «мессианскими»
Выводы о том, что тот или иной псалом имеет мессианский смысл богословы делают на основании контекста, прямых новозаветных цитат, церковного учения и ясного смысла изречений псалмов. Всё же из-за разницы в требованиях к чёткости прообразов и пророчеств богословы расходятся во мнениях, сколько именно псалмов следует относить к «мессианским». Так, авторы «Библейского справочника Геллея» сочли «мессианскими» 11 псалмов: 2, 8, 15, 21, 44, 68, 71, 88, 109, 117 и 131. Авторы справочника подчёркивают, что эти псалмы содержат отрывки, ясно и определённо мессианского характера, неприменимые к кому-либо другому, кроме Иисуса Христа.
Авторы «Толковой Библии Лопухина» не дали такого категоричного определения и причислили к «мессианским» 23 псалма: 2, 8, 15, 19, 21, 39, 40, 44, 46, 50, 67, 68, 71, 77, 88, 94, 96, 101, 117, 118, 129, 131, 142.
В свою очередь, П. А. Юнгеров относит к общепризнанным «мессианским» следующие псалмы (или фрагменты псалмов): 2, 15:5—10, 21, 39:7—11, 44, 68, 71, 109. Однако он не настаивает, что этот список — законченный. Более того, он поясняет, что ряд других псалмов также содержит параллельные, аналогичные или тесно связанные с этими «мессианскими» псалмами изречения, а также приводимые в мессианском смысле в новозаветных книгах и христианских вероучительных системах.

## Пророчества псалмопевцев о Мессии
По мнению П. А. Юнгерова, мессианские пророчества, содержащиеся в отдельных псалмах, взаимно дополняют друг друга, складываясь в единое цельное учение о спасении человека Господом через Мессию и Его служение. Это учение не противоречит пророчествам из других книг Ветхого Завета, отмечает Юнгеров.
Исходным пунктом для изложения картины пророчеств Псалтири о Мессии, по мнению Юнгерова, следует считать 39:7—9. Здесь сказано о предстоящей отмене ветхозаветных жертв, как очистительных перед Богом, и замене их единократным совершением жертвы в виде тела Иисуса Христа, закланного за грехи всех людей. При том, что в 49-м псалме, а также в 50:18 сказано о недостаточности ветхозаветных жертв для спасения людей.
Причиной явления Мессии, по Юнгерову, станет возмущение против Бога земных народов и их князей (2:2, 3) и, как следствие, необходимость войны и победы Мессии над Его врагами (109:5, 6, 2:9, 10, ср. 67:22—24). При этом возмущение против Бога враждебных царей и народов будет иметь не политическую, а нравственную основу (44:5—8).
Мессия, по Юнгерову, будет сочетать в Себе царственное и священническое достоинство (109:4, 71:17). Согласно пророчествам псалмопевцев, Мессия будет Лицом Божественным, Богом и от вечности рождённым Сыном Божьим, престол Его будет вечен. В то же время Мессия будет истинным человеком, сыном Царя, помазанным над Сионом Иеговою. К этом образу следует присоединить ещё и образ Мессии-Страдальца, невинного перед Богом, но вынужденного претерпеть жестокие преследования, о чём подробно повествуют псалмы 68 и 21.
В «мессианских» псалмах предсказано основание царства Мессии среди людей, отмечает Юнгеров. Псалмы предсказывают обращение этих людей к Богу и освобождение от грехов, дарование им вечного блаженства в постоянном пребывании близ Господа — источника блаженства.

## Общий мессианизм Псалтири
А. В. Мень обратил внимание на мессианизм книги Псалтирь в целом. Он определял мессианизм как пророчество и учение о грядущем спасении Богом Своих людей (из всех народов) через потомка Давида. Это откровение, согласно священнику Меню, не было дано в Ветхом Завете разом в законченном виде, а раскрывалось постепенно, по мере углубления религиозного сознания людей. А. В. Мень выделил пять фаз мессианского откровения:
- Божье обетование Аврааму, что в нём «благословятся все племена земные» (Быт. 12:3, 18:18 и другие).
- Создание ветхозаветного царства в Земле обетованной.
- Данное Давиду откровение о том, что на смену его царству придёт Вечное царство его Потомка.
- Проповедь пророков о Помазаннике, Мессии, Христе после падения дома Давидова, а также о времени Богоявления и распространении нового Царства на весь мир.
- Мессия — не только Царь, но и Священник, которому надлежит пройти через страдания.

По мнению А. В. Меня, все эти этапы мессианского откровения отражены в различных группах псалмов. Именно поэтому, считал он, Псалтирь служит своеобразным «ключом» к христианскому пониманию Ветхого Завета.

## Классификация «мессианских» псалмов
В зависимости от характера откровения некоторые богословы делят «мессианские» псалмы на пять типов:
- Чисто пророческие. Примером может служить 109-й псалом, прямо предсказывающий приход Царя и священника по чину Мелхиседека, в Новом Завете чётко отождествляемого с Иисусом Христом (Мф. 22:44).
- Эсхатологические. К ним можно отнести псалмы 95—98 («псалмы воцарения»). Они описывают приход Господа и установление Его Царства. В них читаются намёки, что это произойдёт во второе пришествие Христа.
- Прообразовательно-пророческие. Псалмопевец пишет о своих переживаниях, но используемые им образы и язык явно выходят за рамки его земного опыта, например, 21-й псалом.
- Косвенно-мессианские. Эти псалмы посвящались современникам и рассказывали о реальных событиях того времени, но окончательно исполнились в Иисусе Христе (псалмы 2, 44, 71).
- Псалмы с мессианской символикой (частично-мессианские). Мессианский характер этих псалмов менее очевиден. Отдельные отрывки имеют отношение ко Христу, но не всё в этих псалмах к Нему применимо. Впоследствии Иисус и ученики могли использовать для описания собственных переживаний фразы и образы из этих псалмов (например, использование в Деян. 1:20 фрагмента Пс. 108:8)[15].

## Терминология
В богословской литературе по отношению к «мессианским» псалмам используются такие термины как псалмы «царские», «пророческие», «прообразные» (прообразовательные).
К «царским» относят псалмы (2, 44, 71, 109 и другие), в центре которых стоит царь (чаще — Давид) в качестве прообраза Христа и которые посвящены важным эпизодам царской жизни (воцарение, брак). Эти псалмы имеют двойной смысл. Они прославляют царя или Дом Давида в целом, но в конечном итоге относятся ко Христу, как Мессии.
«Пророческими» называются псалмы (фрагменты псалмов), где псалмопевец просто излагает грядущие события в данном ему откровении. Примером может служить 109-й псалом, описывающий грядущее господство над миром Сына Божия через описание побед Давида.
«Прообразные (прообразовательные)» псалмы — те, где будущие события и персоны преподносятся в чертах уже произошедших, исторических фактов и персон. «Прообразные» псалмы отличаются от «пророческих» тем, что распознаются только после свершения события, «оглянувшись назад». Примером может служить 8-й псалом, где через описание прославления Бога даже младенцами после перехода через Чермное море точно воспроизводится события будущего времени — восхваление Иисуса Христа малыми детьми после Его входа в Иерусалим.

## Основные темы
2-й псалом: божественность Мессии, Его всемирное царство.
8-й псалом: человек — венец творения, который займёт высокое положение в дни Мессии.
15-й псалом: воскресение Мессии из мёртвых.
21:68: будущие страдания Мессии.
44-й псалом: царственная невеста Царя и вечный престол.
71-й псалом: слава и величие Мессианского царства.
88-й псалом: Божье обетование вечного престола Мессии.
109-й псалом: Мессия — вечный царь и священник.
117-й псалом: отвержение Мессия вождями своего народа.
131-й псалом: обетование Мессии вечного престола Давида.